# Most přes údolí Teufelstal
Most přes údolí Teufelstal (německy Teufelstalbrücke) je betonový dálniční most na dálnici A4 v Durynsku. Ve své době byl největším železobetonovým obloukovým mostem ve střední Evropě a sedmým na světě. Byl postaven v roce 1938 a uznán za chráněnou technickou památku. Přesto musel být 60 let po svém zprovoznění v rámci přestavby dálnice zbourán. Nový most byl na jeho místě postaven ve stejném stylu v roce 2002. Původní most se stal předlohou k českému mostu přes Šmejkalku.  

## Most z roku 1938
Autorem projektu z roku 1935 byl architekt Paul Bonatz, který se později stal i tvůrcem projektu dálničního mostu přes Sázavu ve Hvězdonicích. Stavba mostu přes Teufelstal proběhla v letech 1936 až 1938. Most se skládal ze dvou stejných mostních oblouků stojících vedle sebe, každý pro jeden jízdní pruh. Oblouky byly široké 7,05 metru a byly silné 2,8 metru u patky a 1,3 metru ve vrcholu. Vozovku podpíraly pilíře o šířce 6,75 m, uspořádané v jednotné vzdálenosti 11 metrů. Délka oblouku byla 132 m a výška mostu 56 m.
Stavba byla zahájena 15. června 1936. V prosinci 1936 bylo dokončeno lešení a bednění jižního oblouku (směr Jena–Gera). Spotřebováno bylo kolem 1400 m³ dřeva. V červenci 1937 byl vyplněn jižní oblouk, zpracováno bylo kolem 1800 metrů krychlových betonu. V říjnu 1937 bylo lešení pomocí řetězových navijáků přemístěno na místo stavby druhého oblouku. Do konce listopadu 1937 byla dokončena stavba celé konstrukce vozovky. Během jednopruhového provozu byl vybudován severní oblouk a v březnu 1938 byla vybetonována severní vozovka. 18. dubna 1938 byl most zprovozněn a stal se jedním z nejvytíženějších dálničních mostů v Německu.

## Most z roku 2002

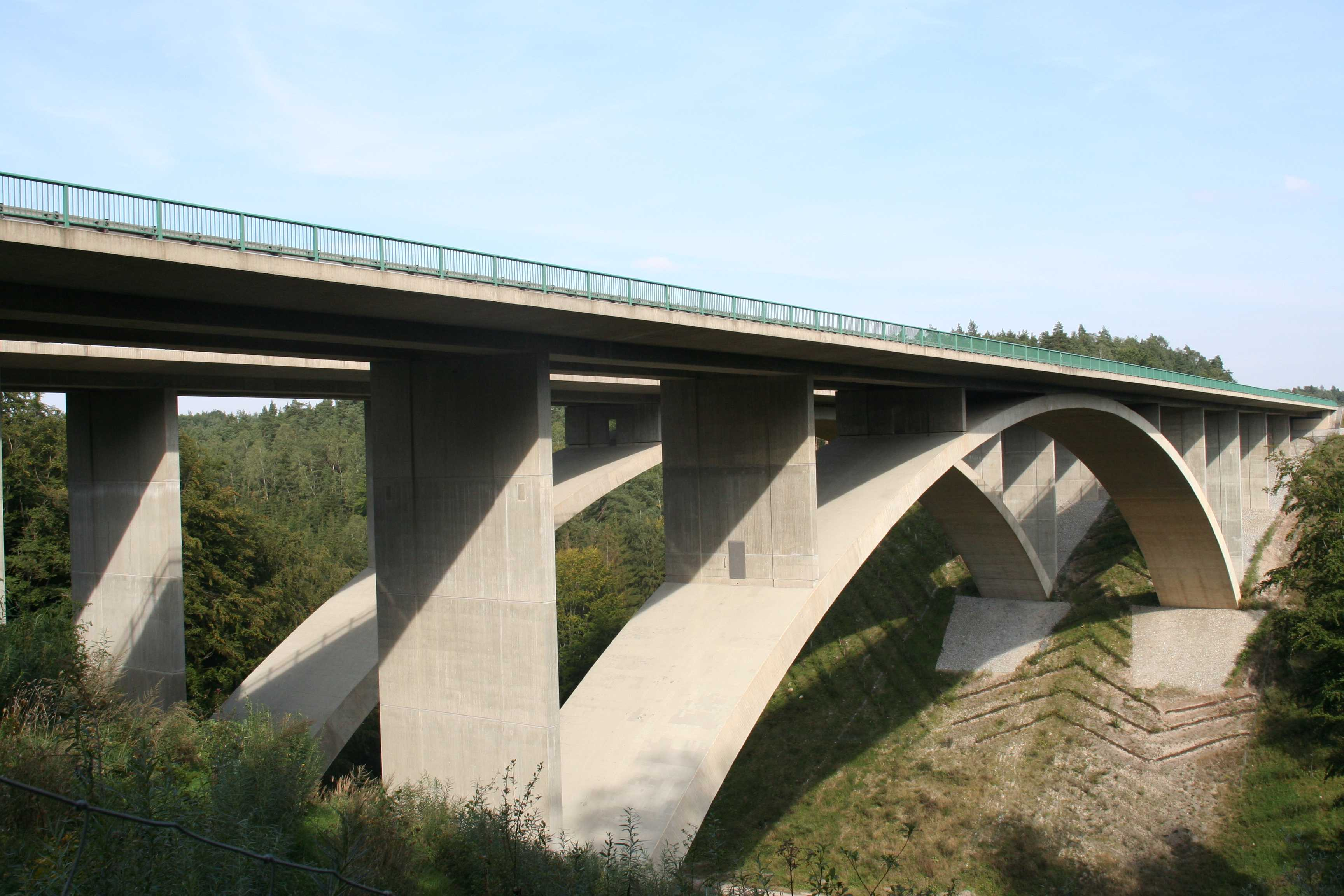
Nový most v roce 2006

Nutné šestipruhové rozšíření dálnice si vyžádalo stavbu druhé mostní konstrukce v roce 1998. Během fáze plánování a výstavby se uvažovalo o zachování a renovaci starého obloukového mostu. Rekonstrukce starého mostu se však časem ukázala jako příliš složitá a nákladná. Navíc po dokončení nového mostu by došlo u jednoho objektu ke dvěma zcela odlišným stavům opotřebení. Chráněný objekt byl nakonec v roce 1999 stržen a na jeho místě v roce 2002 zprovozněn nový most pro druhý směr. V délce a výšce je nový most kopií historické stavby, překonává ji však více než 2× v šířce. Zesílily a na eleganci mostu tím ubraly pilíře. Vzniklo 12 polí o rozpětích 4 × 22,0 m – 17,5 m – 20,0 m – 17,5 m – 5 × 22,0 m.